# ویر، میسیسیپی
ویر (به انگلیسی: Weir) شهرکی در ایالت میسیسیپی کشور ایالات متحده آمریکا است که جمعیت آن در سرشماری سال ۲۰۱۰ میلادی، ۴۵۹
نفر بوده‌است.

## نگارخانه

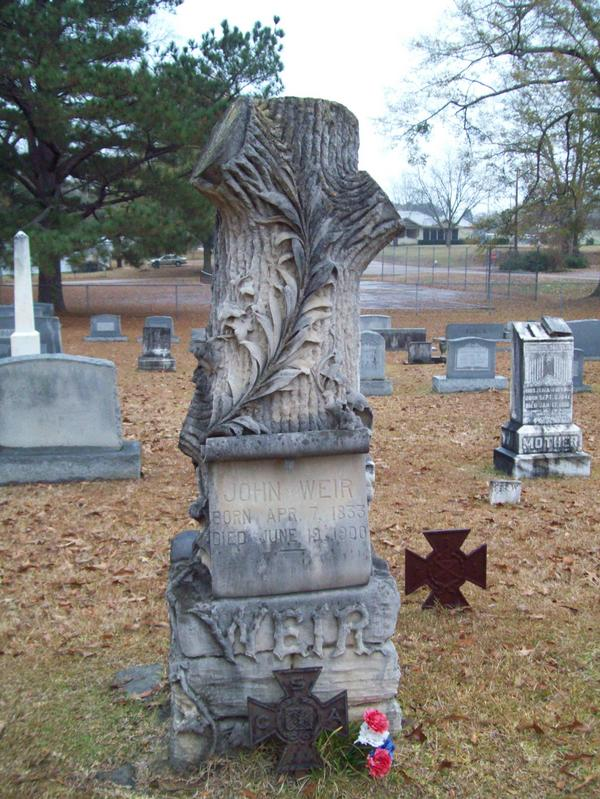
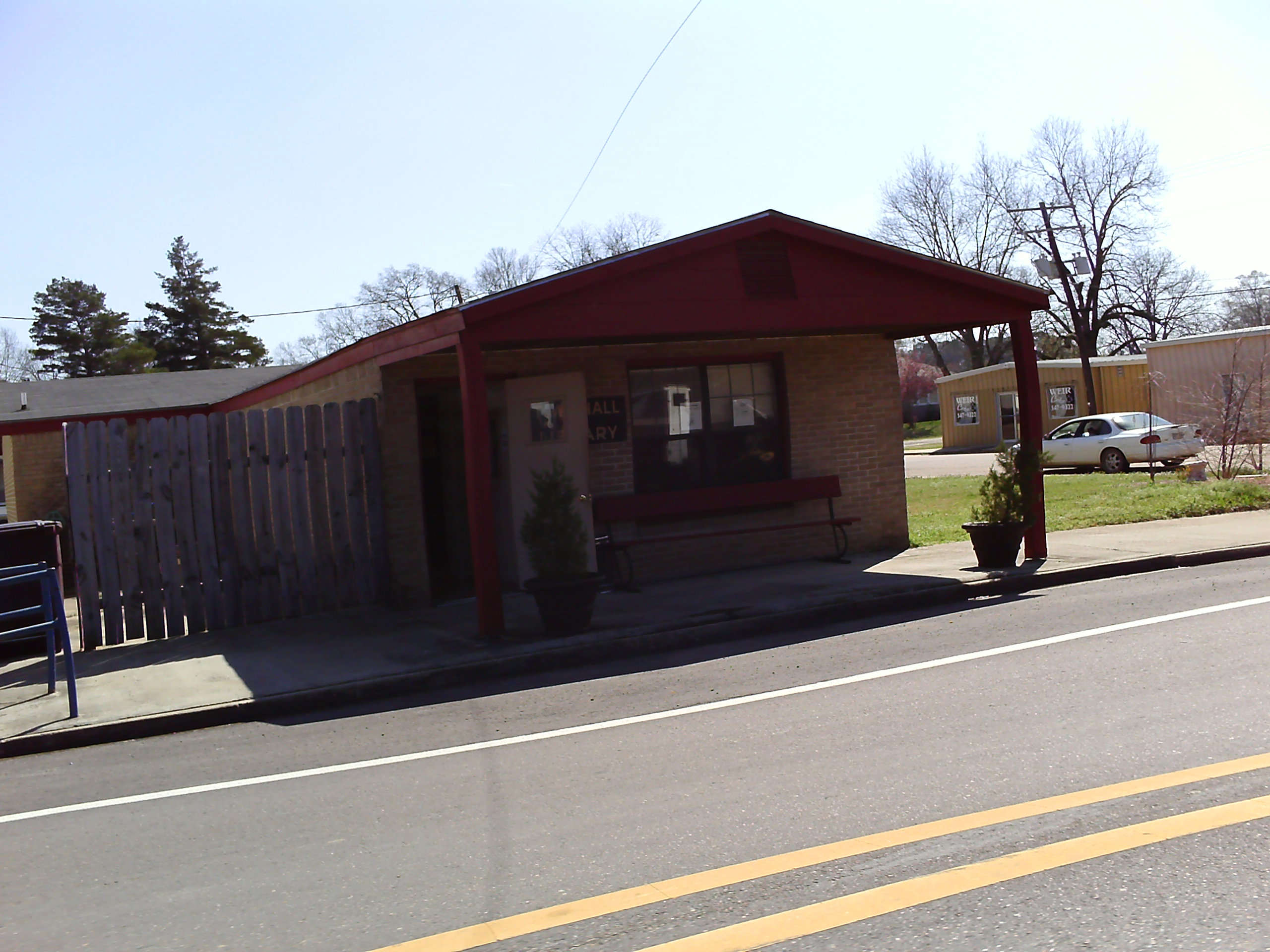
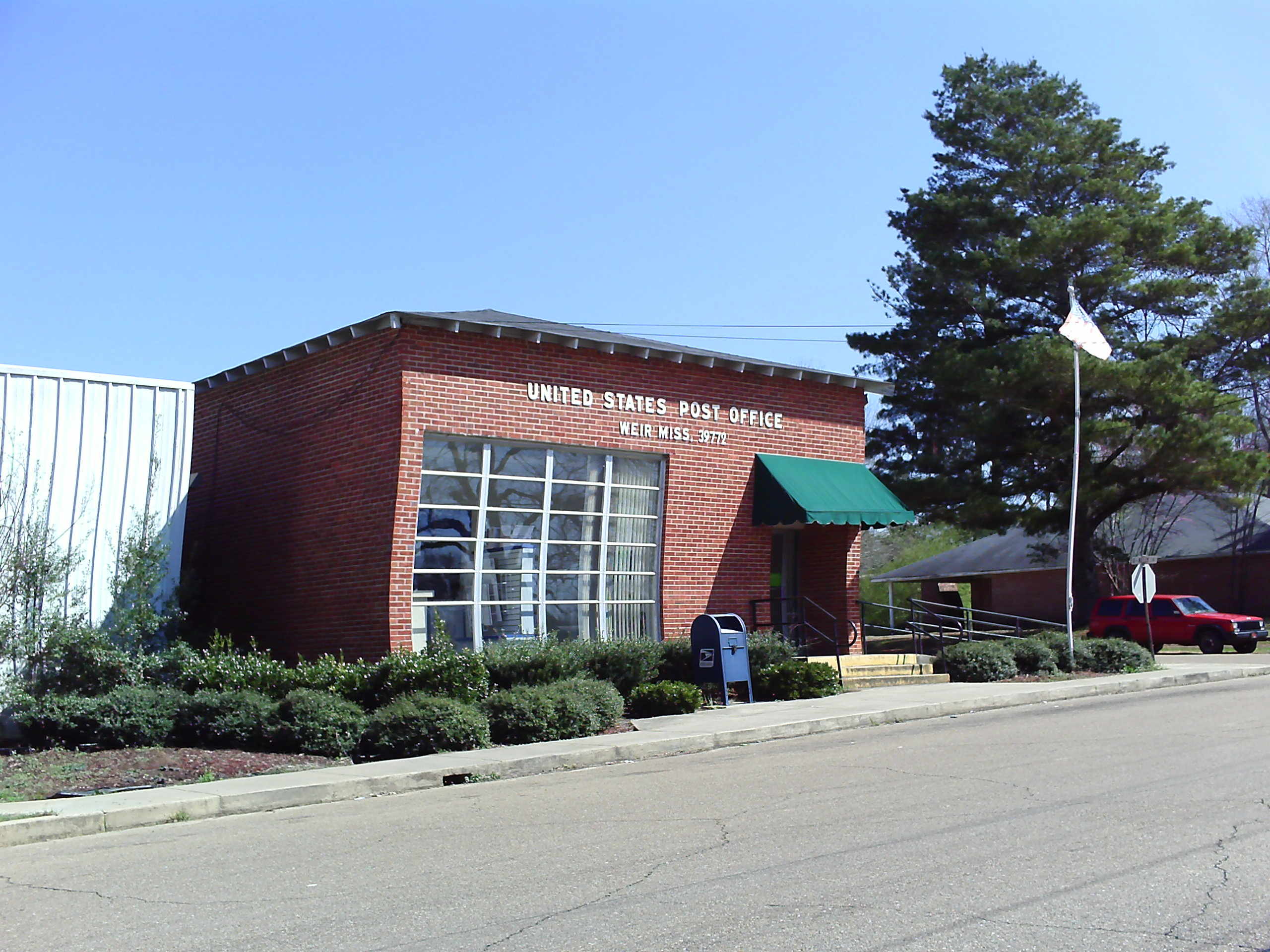